# Ernst Hampel (Widerstandskämpfer)
Ernst Hampel (* 16. Juni 1919 in Hamburg; † 20. April 1945 im Zuchthaus Brandenburg) war ein deutscher Maler und Widerstandskämpfer gegen den Nationalsozialismus sowie ein Opfer der NS-Kriegsjustiz. Er war einer der Protagonisten der auch nach ihm benannten Etter-Rose-Hampel-Gruppe.

## Leben und Tätigkeit
Hampel war der jüngste von drei Söhnen des Drehers und Facharbeiters Carl Hampel und seine Ehefrau Franziska. Nach dem Schulbesuch wurde er zum Maler ausgebildet. Anschließend ging er an die Staatliche Kunstgewerbeschule in Hamburg am Lerchenfeld. Während dieser Zeit arbeitete er unter anderem an Johann Michael Bossards Projekt "Gesamtkunstwerk" in der Lüneburger Heide.
In der Zeit der Weimarer Republik trat Hampel dem Kommunistischen Jugendverband Deutschlands (KJVD) bei. Nach dem Machtantritt der Nationalsozialisten engagierte er sich in linksgerichteten freien Jugendgruppen, die in nicht-öffentlicher Form parallel zur Hitlerjugend weiter existierten.
Von November 1938 bis Februar 1939 leistete Hampel den zwangsweisen Reichsarbeitsdienst ab. Im August 1939 folgte die zwangsweise Rekrutierung (siehe Kreiswehrersatzamt) zum Militärdienst. Im September desselben Jahres verlobte er sich mit Amanda Löwe (* 1921), obwohl diese nach nationalsozialistischen Maßstäben als Halbjüdin galt. Die Ehe durfte aufgrund der Rassengesetze nicht geschlossen werden. Aus der Verbindung ging eine 1943 geborene Tochter hervor.
Nach der Ausbildung zum Artilleristen nahm Hampel an den Angriffen der Wehrmacht auf die westlichen Nachbarstaaten des Deutschen Reiches im Jahr 1940 teil, wurde im Dezember 1940 zum Unteroffizier befördert und kam ab 1941 beim Angriffskrieg gegen die Sowjetunion zum Einsatz. Aufgrund von Erfrierungen, die er in Russland erlitt, wurde er im Januar 1942 in die Heimat zurückgeschickt und dort als Ausbilder verwendet.
Politisch unterhielt Hampel seit 1940 Kontakte zu Max Kristeller, einem ehemaligen KPD-Funktionär, mit dem er sich regelmäßig politisch, zumal über das NS-System und den Krieg aussprach. Dabei bestand zwischen beiden Einigkeit, dass der Krieg mit einer Niederlage des nationalsozialistischen Deutschen Reiches und dem Sieg der Sowjetunion enden müsse. Kristeller ermutigte Hampel außerdem zum Abhören ausländischer Radiosender, was seit 1939 streng verboten war. Nach seiner Rückkehr aus Russland im Frühjahr 1942 intensivierte Hampel seine Kontakte zu Kristeller sowie zu seinem alten kryptokommunistischen Freundeskreis: Aufgrund der Überzeugung, dass es, um das Ziel einer möglichst schnellen Abwicklung des Krieges zu erreichen, zweckmäßig sei, die Anstrengungen der alliierten Mächte zur Niederwerfung der NS-Militärmaschinerie durch Maßnahmen zu ergänzen, durch die der Zusammenbruch des NS-Staates von innen heraus vorangetrieben werden würde, entschlossen Hampel und sein Freundeskreis sich dazu, in aktive Widerstandsarbeit gegen das Regime zu treten: Hampel fiel es insbesondere zu, unter Militärangehörigen, mit denen er in Kontakt war, in diskreter Weise für eine Abwendung vom NS-Regime zu werben.
Nach einer Denunziation – bei einer Silvesterfeier zum Jahresende 1942 hatten Hampel, Kristeller und einige Freunde sich in Anwesenheit eines Spitzels offen gegen das NS-Regime ausgesprochen und eine baldige Kriegsniederlage als wünschenswert bezeichnet – wurde die Gruppe im Frühjahr 1943 schrittweise zerschlagen: Kristeller kam im Mai in Haft. Die Verhaftung Hampels folgte am 2. Juni 1943 auf dem Truppenübungsplatz Rendsburg. Nach einer langen Untersuchungshaft im Hamburger Polizeigefängnis Fuhlsbüttel beziehungsweise in der Untersuchungshaftanstalt Hamburg-Stadt am Holstenglacis (seit 29. März 1944) wurde er am 19. Mai 1944 ins Landgerichtsgefängnis in Stendal überführt. Zu dieser Zeit wurde vor dem Volksgerichtshof Anklage gegen ihn wegen Vorbereitung zum Hochverrat, Feindbegünstigung und Wehrkraftzersetzung erhoben. Der Prozess fand am 4. und 5. Januar 1945 statt. Im Urteil vom 5. Januar 1945 befand das Gericht ihn für schuldig und verurteilte ihn zum Tode. In der Urteilsbegründung hieß es unter anderem, er habe „die politische und Kriegslage im defätistischen und kommunistischen Sinn erörtert, die Niederlage Deutschlands herbeigewünscht und zum Zusammenhalten im Hinblick auf den erwarteten kommunistischen Umsturz aufgefordert“.

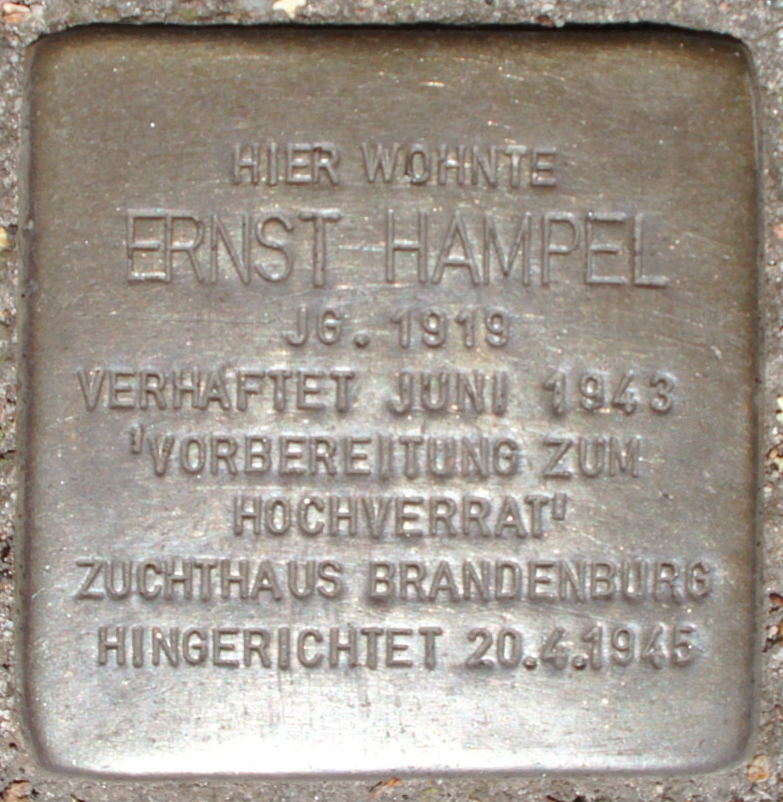
Stolperstein für Ernst Hampel im Bezirk Eimsbüttel

Hampels Hinrichtung wurde am 20. April 1945 – dem letzten Tag, an dem in diesem Zuchthaus Hinrichtungen vollstreckt wurden – im Zuchthaus Brandenburg mit dem Fallbeil durchgeführt.
Heute erinnert ein Stolperstein vor dem Haus Quickbornstraße 31 in Hamburg an Hampel.